# Scuola elementare Tommaseo
La scuola elementare Tommaseo, situata nel Borgo Nuovo del centro storico di Torino, è un edificio storico del capoluogo piemontese. Dal 2002 fa parte di un istituto comprensivo con la scuola dell'infanzia e primaria d'Assisi e della scuola media inferiore Calvino.
La scuola è stata utilizzata per le riprese delle serie televisive Fuoriclasse e Qualunque cosa succeda., e ha avuto come allievi illustri Fred Buscaglione, Nunzio Filogamo e Roberto Goitre.

## Storia
Notizie sulla scuola sono reperibili fin dal 1850, quando l’attuale Tommaseo, allora Scuola Borgo Nuovo, si trovava in locali privati in via dell’Arco. La costruzione dell’edificio di via dei Mille avviene tra il 1874 e il 1877. Il progetto dell'architetto Edoardo Pecco prevede, oltre al completo rifacimento della zona antistante che prenderà il nome di Aiuola Balbo, un edificio di tre piani pensato per accogliere 38 classi di 60 alunni ciascuna in aule di 42 metri quadri, disimpegnate da gallerie, con ingressi maschili e femminili separati e alloggi di servizio per il personale. Il 15 ottobre 1877 i bambini di 27 classi (13 maschili e 14 femminili) entrano per la prima volta nell’edificio.
L’intitolazione, dapprima negata, a Niccolò Tommaseo, linguista e scrittore della prima metà dell'800, avviene nel 1882. Nell’anno scolastico 1902-03 la scuola annovera 31 classi e dispone di un patronato che fornisce materiale di studio a 368 allievi, assistenza educativa a 130, vestiti e calzature a 200. La scuola, priva di mensa, dal 1906 inizia a occuparsi della distribuzione della merenda grazie all’intervento del patronato, il quale permette inoltre nel 1914 di dar vita a lezioni all’aperto negli attigui giardini Cavour, dotando 300 alunni maschi di banco-zaino e 300 femmine di seggiolina portatile.
Usata come caserma e comando militare durante la Prima Guerra Mondiale, poi come sede del Comitato provinciale dell’Opera nazionale Balilla, la scuola funge da rifugio antiaereo nel corso della Seconda Guerra Mondiale, periodo in cui subisce gravi danni bellici che portano alla chiusura temporanea della scuola: l'edificio venne colpito dalle incursioni aeree dell'8 dicembre 1942 e 13 luglio 1943. I ventisei vani al terzo piano, dal lato di via San Massimo 37, furono semidistrutti da bombe dirompenti e incendiarie. I sedici locali e due palestre affacciate su via Andrea Provana, vennero gravemente sinistrate. Alla data dell'11 agosto 1944, i danni risultavano ripristinati.
Dopo la riapertura, nel 1963-64, la Tommaseo conta 1050 studenti e dispone di due succursali nella collina torinese, la don Bosco e la san Vito, cui si aggiungono altre aule in via Giolitti per ospitare le classi differenziali. Alla fine degli anni Settanta il numero di allievi iscritti presso la sede scende a poco più di 600, a causa dello spopolamento del centro cittadino.
Il 14 gennaio 1967 una insegnante della scuola, probabilmente provata dalla morte del marito una settimana prima, si sente male e muore mentre sta per entrare in aula.
Nel 1985 il soffitto di un’aula cedette parzialmente: non ci fu nessun danno alle persone ma la magistratura dichiarò inagibile la scuola. Il restauro richiese un temporaneo trasferimento delle lezioni presso altri istituti, e nel marzo 1987 venne inaugurata la scuola ormai ristrutturata: 21 aule, 2 laboratori, 2 palestre, un auditorium e piccole aule per le attività di sostegno, 3 locali per la distribuzione e il consumo dei pasti. Altri restauri interessano l’edificio nel 2006-07.

## Descrizione
L'edificio, in muratura mista di tre piani fuori terra, è di proprietà del Comune di Torino. La scuola si inserisce con un edificio a “C” nel tessuto urbano del centro storico di Torino. La disposizione interna degli spazi rispecchia quella delle scuole Ottocentesche di derivazione tedesca: un corridoio centrale con aule che si aprono da entrambi i lati, secondo un impianto a doppia manica.
Dalla Direzione didattica dipendono la elementare San Francesco d’Assisi in via Barolo 8 e la media Calvino in via Sant’Ottavio 7.
La scuola fu una delle prime a sperimentare il tempo pieno negli anni '70, a beneficio delle famiglie venute in Piemonte per lavorare in fabbrica, grazie all'impegno dell'allora insegnante (ed in futuro assessore comunale al sistema educativo) Fiorenzo Alfieri.